# Ernst Canter
Ernst Canter (Flieger von Tannenberg; * 1888; † 30. November 1956 in Zuffenhausen) war deutscher Offizier und Feldflieger im Ersten Weltkrieg.
Ende September 1910 kam er zur Fliegerschule Döberitz (1914 umgewandelt in Lehr- und Versuchsanstalt für das Militärflugwesen), wo Eugen von Tarnóczy (1886–1978) sein Fluglehrer war. Am 8. Februar 1913 führte Canter einen Überlandflug von Döberitz nach Frankfurt am Main aus. Ende März 1913 gewann er, mit Leutnant Böhmer als Beobachter, den Prinz-Heinrich-Flug, wobei er als einziger ohne Bruchschaden blieb. Ende August 1914 konnte er mit Leutnant Karl Mertens (1887–1941) durch Luftaufklärung den Verlauf der Schlacht bei Tannenberg entscheidend beeinflussen.
1919 war er Leiter der Berliner Niederlassung der Deutschen Flugzeug-Werke (später in der Daimler-Benz AG) und ab 1934 Verkaufsleiter der Daimler-Benz-Werke in Mannheim. 1943 war er Major der Reserve. Ab 1951 ließ er mit Alfred Friedrich die Vereinigung Alte Adler wieder aufleben.